# Pogonillus inermis
Pogonillus inermis là một loài bọ cánh cứng trong họ Cerambycidae.